# Жибек Жолы (Сайрамский район)
Жибек Жолы (каз. Жібек жолы, до 1999 г. — Притрактовое) — село в Сайрамском районе Туркестанской области Казахстана. Входит в состав Жибекжолинского сельского округа. Находится примерно в 8 км к северо-востоку от районного центра, села Аксукент. Код КАТО — 515247200.

## Население
В 1999 году население села составляло 2547 человек (1257 мужчин и 1290 женщин). По данным переписи 2009 года, в селе проживало 3346 человек (1616 мужчин и 1730 женщин).